# Ruta Interbalneària
La Ruta Interbalneària (R-IB) és una carretera del sud de l'Uruguai. Neix a l'Aeroport Internacional de Carrasco, al límit amb el departament de Montevideo, en direcció est, i travessa els departaments de Canelones i sud de Maldonado. A més connecta les poblacions balneàries de Ciudad de la Costa, Atlántida (amb la Ruta 11), Piriápolis i Punta del Este.
Amb un recorregut de gairebé 120 km, la R-IB és transitada també per turistes amb destinació est.